# Aimé Delaere
Aimé Delaere, né le 7 mai 1946 à Ostende,, est un coureur cycliste belge. Professionnel durant les années 1970, il s'est principalement illustré dans des kermesses belges. Son grand frère André a lui aussi été coureur cycliste.

## Palmarès
- 1969
  - Gand-Staden
- 1971
  - 3e étape de l'Étoile Hennuyère
  - 2e étape du Tour de Namur
  - 2e de l'Étoile Hennuyère
- 1972
  - Renaix-Tournai-Renaix
  - 2e du Circuit de Flandre centrale
- 1973
  - 2e du Grand Prix de la ville de Vilvorde
  - 3e de Harelbeke-Poperinge-Harelbeke